# Live (AC/DC-album)
 For alternative betydninger, se Live. (Se også artikler, som begynder med Live)
Live er et livealbum af det australske hårde rock band AC/DC der blev udgivet i oktober 1992. Det blev både udgivet som en single og et dobbeltalbum (også kendt som Live: 2 CD Collector's Edition). Live blev genudgivet i 2003 som en del af bandets kvalitetsforbedret serier. 

## Spor
1. "Thunderstruck" (The Razors Edge) (Angus Young, Malcolm Young) – 6:34
2. "Shoot to Thrill" (Back in Black) – 5:21
3. "Back in Black" (Back in Black) – 4:28
4. "Who Made Who" (Who Made Who) – 5:15
5. "Heatseeker" (Blow Up Your Video) – 3:37
6. "The Jack" (T.N.T.) (Angus Young, Malcolm Young, Bon Scott) – 6:56
7. "Moneytalks" (The Razors Edge) (Angus Young, Malcolm Young) – 4:18
8. "Hells Bells" (Back in Black) – 6:01
9. "Dirty Deeds Done Dirt Cheap" (Dirty Deeds Done Dirt Cheap) (Angus Young, Malcolm Young, Bon Scott) – 5:02
10. "Whole Lotta Rosie" (Let There Be Rock) (Angus Young, Malcolm Young, Bon Scott) – 4:30
11. "You Shook Me All Night Long" (Back in Black) 3:54
12. "Highway to Hell" (Highway to Hell) (Angus Young, Malcolm Young, Bon Scott) – 3:58
13. "T.N.T." (T.N.T.) (Angus Young, Malcolm Young, Bon Scott) – 3:47
14. "For Those About to Rock (We Salute You)" (For Those About to Rock) – 7:18

### 2 CD Collector's Edition

#### Disc et
1. "Thunderstruck" – 6:34
2. "Shoot to Thrill" – 5:21
3. "Back in Black" – 4:28
4. "Sin City" – 5:15
5. "Who Made Who" – 3:37
6. "Heatseeker" – 6:56
7. "Fire Your Guns" – 4:18
8. "Jailbreak" – 6:01
9. "The Jack" – 5:02
10. "The Razor's Edge" – 4:30
11. "Dirty Deeds Done Dirt Cheap" – 3:54
12. "Moneytalks" – 3:58

#### Disc to
1. "Hells Bells" (Back in Black) – 6:01
2. "Are You Ready" (The Razors Edge) – 4:34
3. "That's the Way I Wanna Rock 'n' Roll" (from Blow Up Your Video) – 3:57
4. "High Voltage" (T.N.T.) (Angus Young, Malcolm Young, Bon Scott) – 10:32
5. "You Shook Me All Night Long" (Back in Black) – 3:54
6. "Whole Lotta Rosie" (Let There Be Rock) (Angus Young, Malcolm Young, Bon Scott) – 4:30
7. "Let There Be Rock" (from Let There Be Rock) (Angus Young, Malcolm Young, Bon Scott) – 12:17
8. "Bonny" – 1:03
9. "Highway to Hell" (Highway to Hell) (Angus Young, Malcolm Young, Bon Scott) – 3:53
10. "T.N.T." (T.N.T.) (Angus Young, Malcolm Young, Bon Scott) – 3:48
11. "For Those About to Rock (We Salute You)" (For Those About to Rock We Salute You) – 7:09

## Musikere
- Brian Johnson – Vokal
- Angus Young – Lead Guitar, bagvokal
- Malcolm Young – Rytme Guitar, Lead Guitar, bagvokal
- Stevie Young – Rytme Guitar, bagvokal
- Cliff Williams – Bas Guitar, bagvokal
- Chris Slade – Trommer, bagvokal